# ラジオパーソナリティ

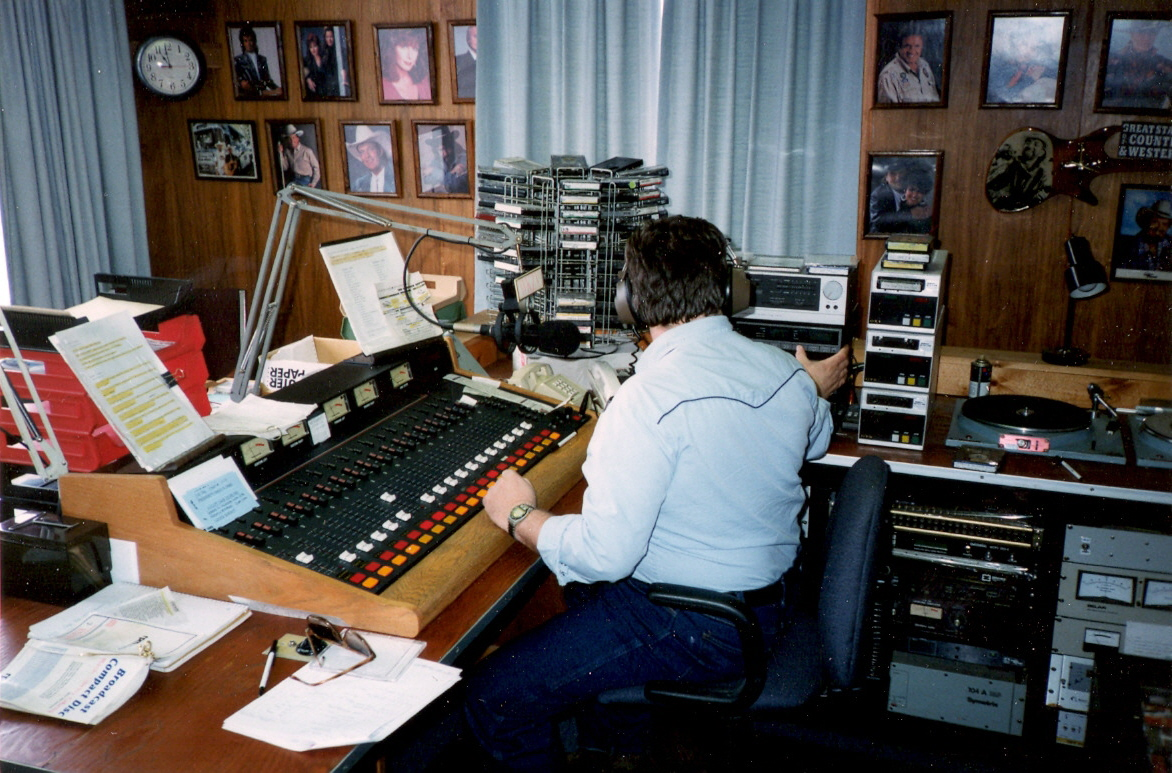
アメリカ・ペンシルベニア州のラジオ局で働くラジオパーソナリティ（1997年）

ラジオパーソナリティ（英: radio personality）は、一部の英語圏および日本で、ラジオ番組を司会進行する者のことを指す言葉である。
日本のラジオパーソナリティの人名は、日本のラジオパーソナリティ一覧に詳述がある。

## 概要
1950年代のアメリカで、ポピュラー音楽をかけながらトークするラジオ司会者を指す呼称として発生したとされるディスクジョッキーに対し、トークを得意として番組の司会進行を行い、各種の情報をアナウンスする者を指すとされるが、明確な定義はなく、音楽を中心とした番組を対象にした場合、両者に明確な相違はない。世界の代表的なラジオDJとしては、ウルフマン・ジャック、ジョン・ピール (UK)、チャーリー・ギレット (UK)、ジム・ピューター、ウォルト・ラヴ、ドン・トレイシー、チャーリー・ツナらがいた。音楽分野で日本の代表的なラジオDJは、ピーター・バラカン、小林克也、糸居五郎、八木誠、石田豊、大友良英、六角精児、ゴンチチらがいる。

## 詳細
1967年時点の日本で、「パーソナリティーによる番組は、はっきりと若者を対象に、ラジオを通じて、話題を伝え、レコードをかけながら若者に語りかける」と、のちの時代に比べてやや狭く定義されている。
英語の「パーソナリティ」は「人格」や「個性」を意味し、和製英語のタレントと同義である。英語圏は「テレビ・パーソナリティ」の語句も存在する。米国では、これら出演者の個性によって運営される番組の多くは「パーソナリティ番組」と称し、パーソナリティ名のみを番組名とすることが多い。

## 日本のラジオパーソナリティ

### 発祥
NHK編『放送の五十年 昭和とともに』によれば、日本で放送用語として「パーソナリティ」が公式に紹介されたのは、1965年3月に日本民間放送連盟の招待で訪日したラジオ広告機構の会長、エドモンド・バンカーの講演によって、とされている。バンカーは講演で「アメリカのラジオには“番組”は見当たらず、“パーソナリティー”が売り物になっている」と述べた。日本で「パーソナリティ」を最初に名乗った人物および事例は諸説あるが、アメリカのラジオ番組に倣った点で共通し、すべてバンカーの訪日と前後している。
オーナー説
1964年に放送開始したTBSラジオの番組『オーナー』における、3人の日替わり出演者（芥川也寸志、小島正雄、三國一朗）は、従来のディスクジョッキーや司会以上に個性が強いとして、「パーソナリティ」と呼称された。社史によると、米国の事例から導入した。
山谷親平説
1965年に『テレフォン人生相談』（ニッポン放送）で山谷親平が、毎回の放送開始時に他者のアナウンスで「パーソナリティは山谷親平さんです」と紹介された。このときの山谷は自らパーソナリティを名乗ってはいないとする説もある。
一方、福井放送アナウンサーの重盛政史によると、同局で1956年から1963年まで担当した『お早う皆さん』の時点で「すでにパーソナリティーと名乗っていた」としている。重盛によれば、福井放送の当時の社長と山谷が米国の放送業界を視察した際に仕入れた言葉である。いずれにせよ、山谷は「実質的な意味での日本初のパーソナリティであったのは確かだ」と高く評価されている。
オールナイトニッポン説
ニッポン放送の深夜番組『オールナイトニッポン』の喋り手は、1967年の番組開始当初、ディスクジョッキーの略称の「DJ」と称していたが（オールナイトニッポン#番組黎明期参照）、1969年頃には「パーソナリティ」を名乗った。
中村鋭一説
朝日放送の社史『朝日放送の50年』によれば、1971年に開始した『おはようパーソナリティ中村鋭一です』（ABCラジオ）で、中村鋭一が名乗ったのが最初とされる。
中村は、当時米国で「パーソナリティ・プログラム」が人気を博していたことを知った朝日放送の上司が「日本でもパーソナリティ・プログラムといえるような番組をやりたい」と同番組を企画し、当時朝日新聞への出向から戻ったばかりの自身に白羽の矢を立てた、とインタビューに答えている。

### 役割
- リスナー（聴取者）が番組宛てに寄せた投稿を放送の中で紹介する
- 様々な話題のフリートークを行う
- 番組内に独立したコーナーがある場合に、その案内を行う
- 番組に登場したゲストの話を聞く

### 別の呼称
各放送局によってさまざまな社内呼称がある。J-WAVEのナビゲーター、南海放送のプレゼンターなど。